# Ginetes
Ginetes es una freguesia portuguesa perteneciente al municipio de Ponta Delgada, situado en la Isla de São Miguel, Región Autónoma de Azores. Posee un área de 12,07 km² y una población total de 1 267 habitantes (2001). La densidad poblacional asciende a 105,0 hab/km². Se encuentra a una latitud de 37°51'N y una longitud 25°50'O. La freguesia se encuentra a 288 m s. n. m. La actividad principal es la agricultura. Está bañada por el océano Atlántico por el sur y oeste. Las montañas se encuentran al norte y noreste.

## Freguesiaspróximas
- Mosteiros, noroeste
- Sete Cidades, nordeste
- Candelária, este

- Datos: Q1998086
- Multimedia: Ginetes (Ponta Delgada) / Q1998086

1. ↑  Worldpostalcodes.org,código postal n.º 9555-064.